# 361 î.Hr.

## Nașteri
- dată necunoscută: Lysimachos General militar Macedonean și Rege al Traciei (d. 281 î.Hr.)
- dată necunoscută: Agatocle  (d. 289 î.Hr.)

## Decese
- dată necunoscută: Democrit  (n. ?)
- dată necunoscută: Atropat  (n. ?)